# Arsenskandal
Der Arsenskandal war ein Umweltskandal im Osten Hamburgs im Februar 1985.

## Geschichte

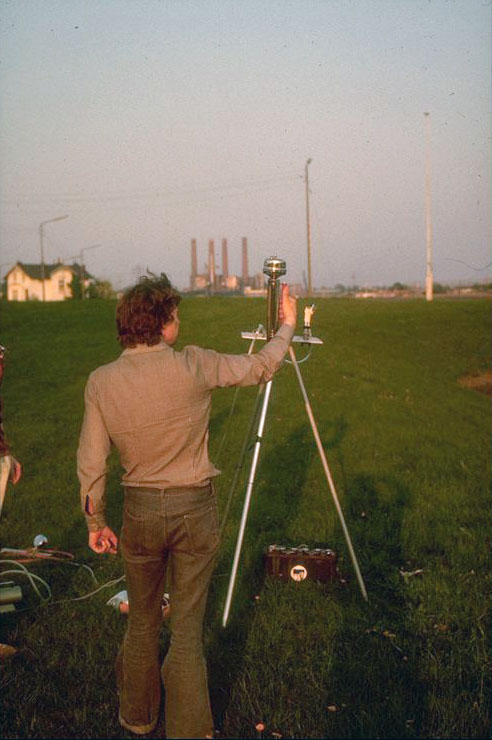
Die Umweltschutzgruppe Physik-Geowissenschaften untersucht 1979 die Luft in Hamburgs Osten auf Schwermetalle

Die Norddeutsche Affinerie galt lange Zeit als Hamburgs Firma mit dem höchsten Schwermetallausstoß der Stadt. Mit der Hauptwindrichtung lagerten sich die Stäube der Abluft vornehmlich im Osten Hamburgs ab. Dort, in den Vier- und Marschlanden, befinden sich viele gemüseanbauende Betriebe. Schon Ende der 1970er Jahre hatte die Umweltschutzgruppe Physik-Geowissenschaften Schwermetalle, hauptsächlich Cadmium, Arsen und Blei, in der Luft der östlichen Hamburger Stadtteile nachgewiesen. 1980 und 1981 wurden dann auch große Schwermetallkonzentrationen in den Abwassereinleitungen der Norddeutsche Affinerie AG gemessen.
Die Hamburger Umweltbehörde hatte 1981 eine Studie bei der Professur für Bodenkunde der Universität Hamburg zur Schwermetallablagerung in den östlichen Stadtteilen in Auftrag gegeben. Die Ergebnisse lagen erschreckend hoch. Die Umweltbehörde entschied daraufhin, die Ergebnisse zunächst nicht zu veröffentlichen.
Erst im Februar 1985 gelangte ein internes Besprechungsprotokoll zur Hamburger Redaktion der Tageszeitung (taz). Die Vertuschung der Messungen weitete sich dadurch zum Arsenskandal aus.